# Колесников, Пантелеймон Никифорович
Пантелеймон Никифорович Колесников (27 июля 1904 год, слобода Борисовка, Валуйский уезд, Белгородская губерния — 1970 год) — комсомольский и партийный деятель, председатель исполкома Шебекинского райсовета депутатов трудящихся Белгородской области. Герой Социалистического Труда (1958). Депутат Верховного Совета РСФСР 2 и 3 созывов.

## Биография
Родился 27 июля 1904 года в крестьянской семье в слободе Борисовка Валуйского уезда (сегодня — Валуйский район) Белгородской губернии. С 1923 года на комсомольской работе. В 1927 году вступил в ВКП(б). В 1954 году был избран секретарём райкома партии по Шебекинской МТС и в 1958 году — председателем Шебекинского райисполкома.
Занимался организацией сельскохозяйственного производства в Шебекинском районе. В 1958 году был удостоен звания Героя Социалистического Труда «за выдающиеся успехи, достигнутые в деле развития сельского хозяйства и достижение высоких показателей по производству зерна, сахарной свеклы, мяса, молока и других продуктов сельского хозяйства».
Избирался депутатом Верховного Совета РСФСР 2 и 3 созывов.

## Награды
- Герой Социалистического Труда — указом Президиума Верховного Совета СССР от 11 марта 1958 года
- Орден Ленина